# Cyrtostachys renda
La palma roja o palma lacre (Cyrtostachys renda) es una palmera originaria de Sumatra, muy apreciada por la coloración roja del raquis, el peciolo y la vaina de sus hojas. El epíteto renda es el nombre más común de esta planta en su región de origen. Requiere altas temperaturas y humedad.

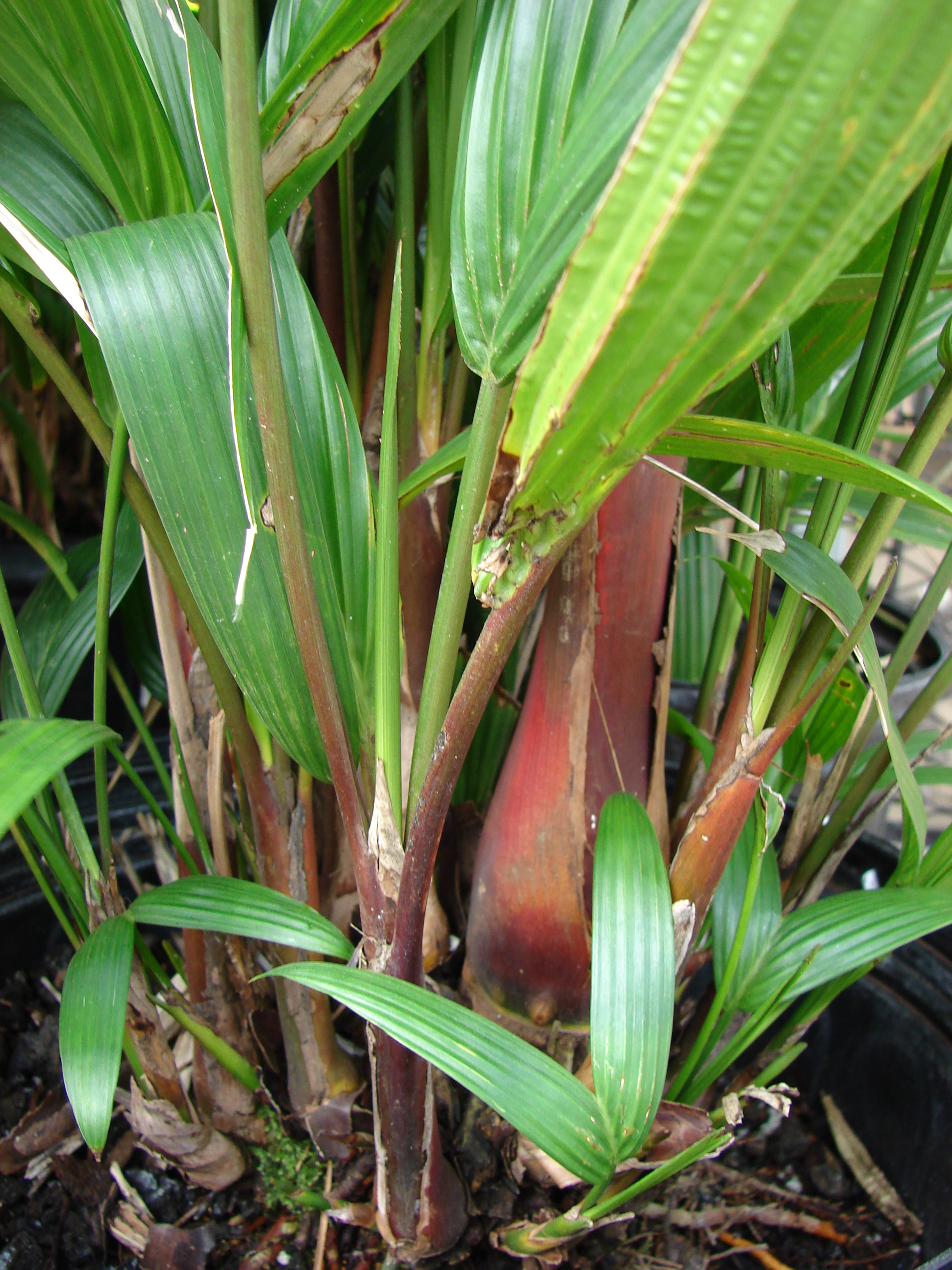

## Descripción
Es una palmera multicaule de hasta 12 m de alto. El estípite es de hasta 10 cm de diámetro, los peciolos son de hasta 15 cm de largo, las hojas son pinnadas y tienen alrededor de 50 pares de pinnas o foliolos. Los frutos son ovoides, de 1,4 cm, de color negro azulado.

## Taxonomía
Cyrtostachys renda fue descrita por Carl Ludwig Blume y publicado en Rumphia 2: 101–103, t. 120. 1843.
Etimología
Cyrtostachys: nombre genérico que deriva de las palabras griegas: kyrtos = "encorvado", y stachys = "espiga", y alude a la forma arqueada de la inflorescencia.
renda: epíteto que deriva del idioma malayo donde renda significa "palma".
Sinonimia;
- Bentinckia renda (Blume) Mart. (1853).
- Areca erythropoda Miq. (1861).
- Pinanga purpurea Miq. (1861).
- Ptychosperma coccinea Teijsm. & Binn. (1866).
- Areca erythrocarpa H.Wendl. in O.C.E.de Kerchove de Denterghem (1878).
- Cyrtostachys lakka Becc. (1885).
- Pinanga rubricaulis Linden (1885).[3]